# Pologne aux Jeux paralympiques d'été de 2016
La Pologne participe aux Jeux paralympiques d'été de 2016 à Rio de Janeiro. Il s'agit de la douzièe participation de ce pays aux Jeux paralympiques d'été.